# Nat Sanders
Nat Sanders est un monteur américain.

## Filmographie

### Acteur

#### Cinéma
- 2010 : Tiny Furniture : Gallery-Goer

#### Courts-métrages
- 2013 : Sides & Rides

### Monteur

#### Cinéma
- 2008 : Medicine for Melancholy
- 2009 : Humpday
- 2010 : The Freebie
- 2011 : Ma meilleure amie, sa sœur et moi
- 2011 : On the Ice
- 2012 : Nature Calls
- 2012 : The Do-Deca-Pentathlon
- 2013 : States of Grace
- 2014 : Girls Only
- 2016 : Moonlight
- 2017 : Le Château de verre
- 2018 : Si Beale Street pouvait parler
- 2019 : La Voie de la justice (Just Mercy) de Destin Daniel Cretton
- 2021 : Shang-Chi et la Légende des Dix Anneaux (Shang-Chi and the Legend of the Ten Rings) de Destin Daniel Cretton

#### Courts-métrages
- 2006 : Treasure Trove: The Movie
- 2013 : She Said, She Said

#### Télévision
Séries télévisées
- 2004 : The Biggest Loser
- 2006 : Fashion House
- 2015 : Togetherness
- 2016 : Girls

### Ingénieur du son

#### Cinéma
- 2008 : Medicine for Melancholy